# 玛丽亚·贝纳维乌
玛丽亚·贝纳维乌·阿沃莫（西班牙語：María Bernabéu Avomo，1988年2月15日—），西班牙女子柔道运动员，2015年世界柔道锦标赛女子70公斤级银牌得主、2017年世界柔道锦标赛女子70公斤级铜牌得主。